# Francesa (grano)
Il grano Francesa o Francisa o Franzisa o Francesella o Francescona o Franzesa (T. durum Desf. var. leucurum (Alef.) Koern.) è un grano antico siciliano quasi estinto trovato a Santa Elisabetta in provincia di Agrigento.

## Storia
Fu descrito per la prima volta da Scuderi nel 1818 e successivamente dal N. Prestianni, nel 1926, in provincia di Caltanissetta e in provincia di Catania. È nota la sua coltivazione nelle aree interne di alta collina e bassa montagna delle provincia di Enna e Catania.

## Caratteristiche
È una varietà di frumento che fa parte del gruppo dei tetraploidi (possiede 28 cromosomi).
Perrino dell'Istituto del Germoplasma - CNR, di Bari, nel 1983 lo descrive così:

«La spiga è lunga 8 cm, oblunga e fusiforme sul profilo, compatto; l'arista è lunga con base nera e punta gialla, parzialmente ondulata.
Il glume ha una lunghezza più che doppia la larghezza, bianca o gialla con sfumature brune striature, chiglia liscia e un po' ricurva, becco un po' ricurvo, 2 mm di lunghezza e con una striatura nera, spalla elevata e media di larghezza.
La cariosside è lunga da 7 a 8 mm di lunghezza, rossa traslucida ellittico, triangolare trans-sezione verso, profilo dorsale parzialmente gibboso, solco medio in larghezza e profondità, con bordi parzialmente arrotondati, tessitura vitrea, pennello corto, di media densità e poco esteso, scutello ovoidale e di media lunghezza.»
La varietà ha una maturazione di 123 gg dalla semina, è specifica quindi per gli ambienti collinari; si adatta ai suoli leggeri e a piena maturita la pianta è alta 130-140 cm compresa la spiga. È resistente all'allettamento, suscettibile alla stretta; resistente alle ruggini, al malpiede e al carbone.
È una varietà di grano duro che il Ministero dell'agricoltura, della sovranità alimentare e delle foreste, ha iscritto nel Registro nazionale delle varietà da conservazione di specie agrarie e delle specie ortive, con il DM di Iscrizione del 11/03/2019 (N. 13132) - G.U.N. 67 del 20/03/2019.